# ヴェラスコ (テキサス州)
ヴェラスコ（Velasco）は、アメリカ合衆国のテキサス州東南部にあった町。ブラゾス川東岸、メキシコ湾より4マイル、アングルトンの南6マイルに位置した。

## 略歴
テキサス革命でアメリカ人居住地となり、1836年4月21日のサンジャシントの戦いの後、テキサス共和国大統領デイヴィッド・G・バーネットによって共和国の首都とされた。1956年時点で、人口4000人。1957年7月27日、フリーポートと合併。